# Љуће
Љуће је насеље у општини Пљевља у Црној Гори. Према попису из 2003. било је 207 становника (према попису из 1991. било је 202 становника).

## Демографија
У насељу Љуће живи 153 пунолетна становника, а просечна старост становништва износи 39,4 година (37,6 код мушкараца и 41,5 код жена). У насељу има 56 домаћинстава, а просечан број чланова по домаћинству је 3,70.
Ово насеље је углавном насељено Србима (према попису из 2003. године).
|  |

| Демографија | Демографија | Демографија |
| Година      | Становника  | Становника  |
| ----------- | ----------- | ----------- |
|             |             |             |
|             |             |             |
|             |             |             |
|             |             |             |
| 1948.       | 188         |             |
| 1953.       | 217         |             |
| 1961.       | 258         |             |
| 1971.       | 259         |             |
| 1981.       | 207         |             |
| 1991.       | 202         | 202         |
| 2003.       | 207         | 207         |
|             |             |             |

| Етнички састав према попису из 2003.‍ | Етнички састав према попису из 2003.‍ | Етнички састав према попису из 2003.‍ | Етнички састав према попису из 2003.‍ | Етнички састав према попису из 2003.‍ |
| ------------------------------------ | ------------------------------------ | ------------------------------------ | ------------------------------------ | ------------------------------------ |
|                                      |                                      |                                      |                                      |                                      |
| Срби                                 | Срби                                 |                                      | 167                                  | 80,67%                               |
| Црногорци                            | Црногорци                            |                                      | 29                                   | 14,00%                               |
| непознато                            | непознато                            |                                      | 0                                    | 0,0%                                 |

| Година пописа     | 1948. | 1953. | 1961. | 1971. | 1981. | 1991. | 2003. |
| ----------------- | ----- | ----- | ----- | ----- | ----- | ----- | ----- |
| Број домаћинстава | 35    | 41    | 47    | 50    | 50    | 56    | 56    |

| Број чланова      | 1  | 2 | 3  | 4 | 5  | 6 | 7 | 8 | 9 | 10 и више | Просек |
| ----------------- | -- | - | -- | - | -- | - | - | - | - | --------- | ------ |
| Број домаћинстава | 56 | 7 | 13 | 5 | 16 | 3 | 7 | 2 | 3 | 0         | 0      |

| Пол    | Укупно | Неожењен/Неудата | Ожењен/Удата | Удовац/Удовица | Разведен/Разведена | Непознато |
| ------ | ------ | ---------------- | ------------ | -------------- | ------------------ | --------- |
| Мушки  | 87     | 27               | 51           | 6              | 2                  | 1         |
| Женски | 78     | 13               | 51           | 13             | 1                  | 0         |
| УКУПНО | 165    | 40               | 102          | 19             | 3                  | 1         |

| Пол    | Укупно                    | Пољопривреда, лов и шумарство | Рибарство                            | Вађење руде и камена | Прерађивачка индустрија       |
| ------ | ------------------------- | ----------------------------- | ------------------------------------ | -------------------- | ----------------------------- |
| Мушки  | 37                        | 2                             | 0                                    | 11                   | 5                             |
| Женски | 8                         | 0                             | 0                                    | 1                    | 1                             |
| УКУПНО | 45                        | 2                             | 0                                    | 12                   | 6                             |
| Пол    | Производња и снабдевање   | Грађевинарство                | Трговина                             | Хотели и ресторани   | Саобраћај, складиштење и везе |
| Мушки  | 3                         | 3                             | 0                                    | 0                    | 1                             |
| Женски | 0                         | 0                             | 1                                    | 0                    | 0                             |
| УКУПНО | 3                         | 3                             | 1                                    | 0                    | 1                             |
| Пол    | Финансијско посредовање   | Некретнине                    | Државна управа и одбрана             | Образовање           | Здравствени и социјални рад   |
| Мушки  | 0                         | 0                             | 5                                    | 2                    | 0                             |
| Женски | 0                         | 0                             | 1                                    | 1                    | 2                             |
| УКУПНО | 0                         | 0                             | 6                                    | 3                    | 2                             |
| Пол    | Остале услужне активности | Приватна домаћинства          | Екстериторијалне организације и тела | Непознато            | Непознато                     |
| Мушки  | 0                         | 0                             | 0                                    | 5                    | 5                             |
| Женски | 0                         | 0                             | 0                                    | 1                    | 1                             |
| УКУПНО | 0                         | 0                             | 0                                    | 6                    | 6                             |